# 倫納德 (明尼蘇達州)
倫納德（英語：Leonard）是一個位於美國明尼蘇達州清水縣的城市。

## 人口
根據2020年美國人口普查的數據，倫納德的面積為1.20平方千米，當中陸地面積為1.20平方千米，而水域面積為0.00平方千米。當地共有人口41人，而人口密度為每平方千米34人。